# ساندي كينون
ساندي كينون (بالإنجليزية: Sandy Kennon)‏ هو لاعب كرة قدم جنوب أفريقي في مركز حراسة المرمى، ولد في 28 نوفمبر 1933 في جوهانسبرغ في جنوب أفريقيا، وتوفي في 17 أغسطس 2015. لعب مع كولتشستر يونايتد ونورويتش سيتي وهدرسفيلد تاون.